# Leichtathletik-Junioreneuropameisterschaften 2013
Die 22. Leichtathletik-Junioreneuropameisterschaften (U20) fanden vom 18. bis 21. Juli 2013 im Stadio Raul Guidobaldi in Rieti (Italien) statt. Es waren 1010 Athleten (460 Frauen und 550 Männer) aus 46 Ländern gemeldet.
Der Deutsche Leichtathletik-Verband (DLV) hatte 74 Athleten (42 Athletinnen und 32 Athleten) nominiert (die auch in dieser Fußnote mit ihren Disziplinen aufgeführt sind).
Insgesamt gewannen 28 Nationen mindestens eine Medaille.

## Ergebnisse

### Männer

#### 100 m
| Platz | Athlet           | Land | Zeit (s) |
| ----- | ---------------- | ---- | -------- |
| 1     | Chijindu Ujah    | GBR  | 10,40    |
| 2     | Denis Dimitrow   | BUL  | 10,46    |
| 3     | Robert Polkowski | GER  | 10,53    |
| 4     | Zdeněk Stromšík  | CZE  | 10,56    |
| 5     | Erik Hagberg     | SWE  | 10,68    |
| 6     | Josh Cox         | GBR  | 10,72    |
| 7     | Stuart Dutamby   | FRA  | 10,74    |
| 8     | Marek Bakalár    | CZE  | 10,75    |

#### 200 m
| Platz | Athlet                   | Land | Zeit (s) |
| ----- | ------------------------ | ---- | -------- |
| 1     | Nethaneel Mitchell-Blake | GBR  | 20,62 PB |
| 2     | Leon Reid                | GBR  | 20,92    |
| 3     | Matthew Hudson-Smith     | GBR  | 20,94    |
| 4     | Marcus Lawler            | IRL  | 20,99    |
| 5     | Eseosa Desalu            | ITA  | 21,16    |
| 6     | Méba-Mickaël Zézé        | FRA  | 21,22    |
| 7     | Denis Dimitrow           | BUL  | 21,33    |
| 8     | Robin Vanderbemden       | BEL  | 21,39    |

#### 400 m
| Platz | Athlet           | Land | Zeit (s)  |
| ----- | ---------------- | ---- | --------- |
| 1     | Pawel Iwaschko   | RUS  | 45,81 NJR |
| 2     | Patryk Dobek     | POL  | 46,15 PB  |
| 3     | Thomas Jordier   | FRA  | 46,21 NJR |
| 4     | Mateo Ružić      | CRO  | 46,84     |
| 5     | Bastien Mandrou  | FRA  | 46,97     |
| 6     | Miloš Raović     | SRB  | 46,99     |
| 7     | Rafał Smoleń     | POL  | 47,02     |
| 8     | Daniil Peremetow | RUS  | 48,57     |

#### 800 m
| Platz | Athlet             | Land | Zeit (min) |
| ----- | ------------------ | ---- | ---------- |
| 1     | Patrick Zwicker    | GER  | 1:49,58    |
| 2     | Aaron Botterman    | BEL  | 1:49,80    |
| 3     | Leo Morgana        | FRA  | 1:50,04    |
| 4     | Daniel Andújar     | ESP  | 1:50,14    |
| 5     | Nikolaus Franzmair | AUT  | 1;50,42    |
| 6     | Richard Charles    | GBR  | 1:50,59    |
| 7     | Gaëtan Manceaux    | FRA  | 1:50,81    |
| 8     | Stefano Migliorati | ITA  | 1:53,46    |

#### 1500 m
| Platz | Athlet                 | Land | Zeit (min) |
| ----- | ---------------------- | ---- | ---------- |
| 1     | Jake Wightman          | GBR  | 3:44,14    |
| 2     | Süleyman Bekmezci      | TUR  | 3:44,45    |
| 3     | Julius Lawnik          | GER  | 3:45,43    |
| 4     | Seán Tobin             | IRL  | 3:45,73 SB |
| 5     | Bohdan-Iwan Horodyskyj | UKR  | 3:45,93 SB |
| 6     | Nikola Bursać          | SRB  | 3:46,41 SB |
| 7     | Ruairi Finnegan        | IRL  | 3:46,80    |
| 8     | Matthew McLaughlin     | GBR  | 3:46,84    |

#### 5000 m
| Platz | Athlet                    | Land | Zeit (min) |
| ----- | ------------------------- | ---- | ---------- |
| 1     | Ali Kaya                  | TUR  | 13:49,76   |
| 2     | Samuele Dini              | ITA  | 14:36,25   |
| 3     | Jonny Davies              | GBR  | 14:36,62   |
| 4     | Michael Callegari         | GBR  | 14:42,54   |
| 5     | Bart van Nunen            | NED  | 14:43,47   |
| 6     | Dino Bošnjak              | CRO  | 14:43,54   |
| 7     | Steven Casteele           | BEL  | 14:49,89   |
| 8     | Emmanuel Roudolff Levisse | FRA  | 14:53,51   |

#### 10.000 m
| Platz | Athlet              | Land | Zeit (min)      |
| ----- | ------------------- | ---- | --------------- |
| 1     | Ali Kaya            | TUR  | 28:31,16 CR NJR |
| 2     | Lorenzo Dini        | ITA  | 29:31,11 PB     |
| 3     | Dino Bošnjak        | CRO  | 29:59,07 SB     |
| 4     | Michail Strelkow    | RUS  | 30:58,49        |
| 5     | Jaime García        | ESP  | 31:12,70 SB     |
| 6     | Áron Tóth           | HUN  | 31:34,94 SB     |
| 7     | Daniel Martinez     | ESP  | 31:36,07        |
| 8     | Aleksandar Yotowski | BUL  | 31:43,71        |

#### 10.000 m Bahngehen
| Platz | Athlet              | Land | Zeit (min)  |
| ----- | ------------------- | ---- | ----------- |
| 1     | Pawel Parschin      | RUS  | 41:01,55 SB |
| 2     | Vito Minei          | ITA  | 41:08,76 SB |
| 3     | Álvaro Martín       | ESP  | 41:13,95    |
| 4     | Nikolai Markow      | RUS  | 41:50,88    |
| 5     | Marc Tur            | ESP  | 41:51,24 SB |
| 6     | Francesco Fortunato | ITA  | 42:23,99    |
| 7     | Jamie Higgins       | GBR  | 42:25,06 PB |
| 8     | Artsem Turkau       | BLR  | 42:28,29 PB |

#### 110 m Hürden (99 cm)
| Platz | Athlet          | Land | Zeit (s)     |
| ----- | --------------- | ---- | ------------ |
| 1     | Wilhem Belocian | FRA  | 13,18 CR AJR |
| 2     | Lorenzo Perini  | ITA  | 13,30 NJR    |
| 3     | Brahian Peña    | SUI  | 13,31 NJR    |
| 4     | Remy Robillart  | FRA  | 13,40 PB     |
| 5     | David Omoregie  | GBR  | 13,49        |
| 6     | Jules de Bont   | NED  | 13,54        |
| 7     | Maurus Meyer    | SUI  | 13,84 SB     |
|       | Javier Colomo   | ESP  | DNF          |

#### 400 m Hürden
| Platz | Athlet                 | Land | Zeit (s)     |
| ----- | ---------------------- | ---- | ------------ |
| 1     | Timofei Tschaly        | RUS  | 49,23 CR NJR |
| 2     | Alexander Skorobogatko | RUS  | 50,13        |
| 3     | Jacob Paul             | GBR  | 50,71 SB     |
| 4     | Patryk Adamczyk        | POL  | 50,89 PB     |
| 5     | Pawel Agafonow         | RUS  | 50,98 SB     |
| 6     | Ben Kiely              | IRL  | 51,98        |
| 7     | Jonas Hanßen           | GER  | 51,99        |
| 8     | Ludvy Vaillant         | FRA  | 52,29        |

#### 3000 m Hindernis
| Platz | Athlet                  | Land | Zeit (min)  |
| ----- | ----------------------- | ---- | ----------- |
| 1     | Zak Seddon              | GBR  | 8:45,91     |
| 2     | Wiktor Bacharew         | RUS  | 8:47,81     |
| 3     | Ersin Tekal             | TUR  | 8:54,54 PB  |
| 4     | Philipp Reinhardt       | GER  | 8:55,64 SB  |
| 5     | Italo Quazzola          | ITA  | 8:55,65     |
| 6     | Jakob Dybdal Abrahamsen | DEN  | 8:59,58 NJR |
| 7     | Osama Zoghlami          | ITA  | 8:59,62     |
| 8     | Hamza Habjaoui          | FRA  | 9:04,23 PB  |

#### 4 × 100 m Staffel
| Platz | Land                   | Athleten                                                           | Zeit (min) |
| ----- | ---------------------- | ------------------------------------------------------------------ | ---------- |
| 1     | Polen                  | Tomasz Mudlaff Jacek Kabaciński Hubert Kalandyk Adam Jabłoński     | 39,80      |
| 2     | Deutschland            | Bastian Heber Robert Polkowski Maximilian Ruth Sebastian Schürmann | 39,96      |
| 3     | Italien                | Giacomo Isolano Lorenzo Bilotti Roberto Rigali Eseosa Desalu       | 40,00      |
| 4     | Frankreich             | Marvin René Méba-Mickaël Zézé Stuart Dutamby Wilhem Belocian       | 40,07      |
| 5     | Vereinigtes Königreich | Josh Cox Nethaneel Mitchell-Blake Leon Reid Roy Ejiakuekwu         | 40,09      |
| 6     | Schweiz                | Yanier Bello Brahian Peña Bastien Mouthon Silvan Wicki             | 40,26      |
| 7     | Spanien                | Adrián Pérez Adrián Téllez Carlos Bailon Fernando Ramos            | 40,89      |
| 8     | Portugal               | Xavier Mendes André Leal Luis Neves Carlos Nascimento              | 40,94      |

#### 4 × 400 m Staffel
| Platz | Land                   | Athleten | Zeit (min)  |
| ----- | ---------------------- | --- | ----------- |
| 1     | Russland               | Daniil Peremetow Pawel Sawin Dmitri Chasanow Pawel Iwaschko                                                                        | 3:04,87 NJR |
| 2     | Polen                  | Paweł Walczuk Rafał Smoleń (Finale) Łukasz Ozdarski Patryk Dobek (Finale) im Vorlauf außerdem: Przemysław Waściński Piotr Kuśnierz | 3:05,07     |
| 3     | Vereinigtes Königreich | Alex Boyce Matthew Hudson-Smith Ben Snaith George Caddick                                                                          | 3:05,14     |
| 4     | Frankreich             | Ludvy Vaillant Thomas Jordier Jordan Geenen Bastien Mandrou                                                                        | 3:05,41     |
| 5     | Deutschland            | Alexander Gladitz Marc Koch Bennet Steudel Sebastian Schürmann                                                                     | 3:06,40     |
| 6     | Ungarn                 | Dávid Bartha Zoltán Rády Attila Molnár Bálint Móricz                                                                               | 3:10,77 SB  |
| 7     | Italien                | Mirko Romano Francesco Conti Luca Cropelli Vincenzo Vigliotti                                                                      | 3:11,44     |
| 8     | Türkei                 | Batuhan Altıntaş Utku Çobanoğlu Enis Ünsal Doruk Uğurer                                                                            | 3:13,93     |

#### Hochsprung
| Platz | Athlet             | Land | Höhe (m) |
| ----- | ------------------ | ---- | -------- |
| 1     | Tobias Potye       | GER  | 2,20 SB  |
| 2     | Andrej Skabejka    | BLR  | 2,18 =SB |
| 3     | Michail Akimenko   | RUS  | 2,18 =SB |
| 4     | Ádám Gerencsér     | HUN  | 2,16 PB  |
| 5     | Samuli Eriksson    | FIN  | 2,14     |
| 6     | Pawel Kipra        | BLR  | 2,14     |
| 7     | Piotr Sawczyński   | POL  | 2,14     |
| 8     | Adrijus Glebauskas | LTU  | 2,12     |

#### Stabhochsprung
| Platz | Athlet                | Land | Höhe (m) |
| ----- | --------------------- | ---- | -------- |
| 1     | Eirik Greibrokk Dolve | NOR  | 5,30     |
| 2     | Axel Chapelle         | FRA  | 5,25     |
| 2     | Leonid Kobelew        | RUS  | 5,25     |
| 4     | Rowan May             | GBR  | 5,25 PB  |
| 5     | Dmitrij Ljubuschkin   | RUS  | 5,20 =PB |
| 6     | Oleg Zernikel         | GER  | 5,15     |
| 7     | Icaro Miranda         | POR  | 5,15 SB  |
| 8     | Lukas Wirth           | AUT  | 5,10     |

#### Weitsprung
| Platz | Athlet              | Land | Weite (m) |
| ----- | ------------------- | ---- | --------- |
| 1     | Elliott Safo        | GBR  | 7,86 PB   |
| 2     | Mathias Broothaerts | BEL  | 7,84 SB   |
| 3     | Guy-Elphège Anouman | FRA  | 7,60      |
| 4     | Fabian Heinle       | GER  | 7,56      |
| 5     | Johan Talèus        | SWE  | 7,49      |
| 6     | Feron Sayers        | GBR  | 7,48      |
| 7     | Benjamin Gabrielsen | DEN  | 7,44      |
| 8     | Stephan Hartmann    | GER  | 7,26      |

#### Dreisprung
| Platz | Athlet             | Land | Weite (m) |
| ----- | ------------------ | ---- | --------- |
| 1     | Lewon Aghasjan     | ARM  | 16,01 SB  |
| 2     | Kristian Pulli     | FIN  | 15,88     |
| 3     | Wladimir Kozlow    | RUS  | 15,85 SB  |
| 4     | Efe Uwaifo         | GBR  | 15,70 PB  |
| 5     | Tuomas Kaukolahti  | FIN  | 15,57 SB  |
| 6     | Lorenzo Dallavalle | ITA  | 15,51     |
| 7     | Cristi Boboc       | ROU  | 15,47     |
| 8     | Tomáš Veszelka     | SVK  | 15,42     |

#### Kugelstoßen
| Platz | Athlet            | Land | Weite (m) |
| ----- | ----------------- | ---- | --------- |
| 1     | Mesud Pezer       | BIH  | 20,44 NJR |
| 2     | Filip Mihaljević  | CRO  | 20,23     |
| 3     | Andrzej Regin     | POL  | 20,07 PB  |
| 4     | Dawid Krzyżan     | POL  | 19,98     |
| 5     | Matti Sivonen     | FIN  | 19,81 PB  |
| 6     | Paulius Zabinskas | LTU  | 19,20 PB  |
| 7     | Timo Kööpikkä     | FIN  | 18,57 PB  |
| 8     | Tibor Rakovszky   | HUN  | 18,46     |

#### Diskuswurf
| Platz | Athlet                 | Land | Weite (m) |
| ----- | ---------------------- | ---- | --------- |
| 1     | Róbert Szikszai        | HUN  | 64,75 NJR |
| 2     | Nicholas Percy         | GBR  | 62,04     |
| 3     | Aleksandr Dobrenschkij | RUS  | 61,54 PB  |
| 4     | Mesud Pezer            | BIH  | 60,83 NJR |
| 5     | Domantas Poška         | LTU  | 59,96 SB  |
| 6     | Alexei Chudjakow       | RUS  | 57,66     |
| 7     | Gian Piero Ragonesi    | ITA  | 56,98 SB  |
| 8     | Maximilian Klaus       | GER  | 56,86     |

#### Hammerwurf
| Platz | Athlet               | Land | Weite (m) |
| ----- | -------------------- | ---- | --------- |
| 1     | Waleri Pronkin       | RUS  | 78,34     |
| 2     | Bence Pásztor        | HUN  | 77,35 SB  |
| 3     | Marco Bortolato      | ITA  | 73,43     |
| 4     | Simon Lang           | GER  | 72,81     |
| 5     | Özkan Baltacı        | TUR  | 72,66     |
| 6     | Michalis Anastasakis | GRE  | 72,44     |
| 7     | Hilmar Örn Jónsson   | ISL  | 71,85 SB  |
| 8     | Markus Kokkonen      | FIN  | 71,66 SB  |

#### Speerwurf
| Platz | Athlet              | Land | Weite (m) |
| ----- | ------------------- | ---- | --------- |
| 1     | Julian Weber        | GER  | 79,68 SB  |
| 2     | Maksym Bohdan       | UKR  | 78,77 NJR |
| 3     | German Komarow      | RUS  | 73,95     |
| 4     | Kacper Oleszczuk    | POL  | 73,24     |
| 5     | Toni Kuusela        | FIN  | 73,06     |
| 6     | Norbert Rivasz-Tóth | HUN  | 72,41     |
| 7     | Joni Karvinen       | FIN  | 71,40     |
| 8     | Lukas Wieland       | SUI  | 69,68     |

#### Zehnkampf
| Platz | Athlet              | Land | Punkte  |
| ----- | ------------------- | ---- | ------- |
| 1     | Jewgenij Lichanow   | RUS  | 7975 PB |
| 2     | Aleksei Tscherkasow | RUS  | 7790 PB |
| 3     | Tim Nowak           | GER  | 7778 SB |
| 4     | Janek Õiglane       | EST  | 7604 PB |
| 5     | Fredrick Ekholm     | SWE  | 7573 PB |
| 6     | Axel Martin         | FRA  | 7556    |
| 7     | Fredrik Samuelsson  | SWE  | 7542 PB |
| 8     | Taavi Tšernjavski   | EST  | 7356    |

### Frauen

#### 100 m
| Platz | Athletin          | Land | Zeit (s) |
| ----- | ----------------- | ---- | -------- |
| 1     | Stella Akakpo     | FRA  | 11,52    |
| 2     | Sophie Papps      | GBR  | 11,72    |
| 3     | Klára Seidlová    | CZE  | 11,88    |
| 4     | Phil Healy        | IRL  | 11,96    |
| 5     | Milja Thureson    | FIN  | 12,02    |
| 6     | Silvia Corbucci   | ITA  | 12,05    |
| 7     | Annika Drazek     | GER  | 12,05    |
| 8     | Paraskevi Andreou | CYP  | 12,15    |

#### 200 m
| Platz | Athletin          | Land | Zeit (s) |
| ----- | ----------------- | ---- | -------- |
| 1     | Dina Asher-Smith  | GBR  | 23,29    |
| 2     | Desirèe Henry     | GBR  | 23,56    |
| 3     | Tessa van Schagen | NED  | 23,65    |
| 4     | Anna-Lena Freese  | GER  | 23,67    |
| 5     | Brigitte Ntiamoah | FRA  | 23,97    |
| 6     | Klára Seidlová    | CZE  | 24,16    |
| 7     | Justien Grillet   | BEL  | 24,26    |
| 8     | Sarah Atcho       | SUI  | 24,36    |

#### 400 m
| Platz | Athletin                  | Land | Zeit (s)  |
| ----- | ------------------------- | ---- | --------- |
| 1     | Patrycja Wyciszkiewicz    | POL  | 51,56 NUR |
| 2     | Bianca Răzor              | ROU  | 51,82     |
| 3     | Jekaterina Renschina      | RUS  | 52,27     |
| 4     | Gunta Latiševa-Čudare     | LAT  | 52,76 NJR |
| 5     | Cátia Azevedo             | POR  | 52,89     |
| 6     | Jana Glotowa              | RUS  |           |
| 7     | Laura Müller              | GER  | 53,40 SB  |
| 8     | Modesta Justė Morauskaitė | LTU  | 54,76     |

#### 800 m
| Platz | Athletin                | Land | Zeit (min) |
| ----- | ----------------------- | ---- | ---------- |
| 1     | Aníta Hinriksdóttir     | ISL  | 2:01,14    |
| 2     | Olena Sidorska          | UKR  | 2:01,46    |
| 3     | Christina Hering        | GER  | 2:03,11 SB |
| 4     | Aislinn Crossey         | IRL  | 2:03,93 PB |
| 5     | Katharina Trost         | GER  | 2:04,34    |
| 6     | Wera Wasiljewa          | RUS  | 2:04,54 SB |
| 7     | Christine Gess          | GER  | 2:04,90    |
| 8     | Síofra Cléirigh Büttner | IRL  | 2:06,23    |

#### 1500 m
| Platz | Athletin               | Land | Zeit (min) |
| ----- | ---------------------- | ---- | ---------- |
| 1     | Natalija Pryschtschepa | UKR  | 4:18,51    |
| 2     | Sofia Ennaoui          | POL  | 4:20,20    |
| 3     | Aurora Dybedokken      | DEN  | 4:21,27 PB |
| 4     | Aslı Arık              | TUR  | 4:22,57 SB |
| 5     | Natalija Strebkowa     | UKR  | 4:22,96    |
| 6     | Johanna Geyer-Carles   | FRA  | 4:23,50    |
| 7     | Lenuța Simiuc          | ROU  | 4:23,69    |
| 8     | Cristina Espejo        | ESP  | 4:25,51    |

Caterina Granz  GER belegte den 12. Platz

#### 3000 m
| Platz | Athletin         | Land | Zeit (min) |
| ----- | ---------------- | ---- | ---------- |
| 1     | Emelia Gorecka   | GBR  | 9:12,53    |
| 2     | Emine Hatun Tuna | TUR  | 9:25,83 SB |
| 3     | Anna Petrowa     | RUS  | 9:30,00    |
| 4     | Louise Carton    | BEL  | 9:34,09    |
| 5     | Anna Stefani     | ITA  | 9:38,53    |
| 6     | Agnes Sjöström   | SWE  | 9:42,05    |
| 7     | Sofía Pitoúli    | GRE  | 9:43,83    |
| 8     | Kriszta Kószás   | HUN  | 9:55,61    |

#### 5000 m
| Platz | Athletin          | Land | Zeit (min)  |
| ----- | ----------------- | ---- | ----------- |
| 1     | Jip Vastenburg    | NED  | 16:03,31    |
| 2     | Oona Kettunen     | FIN  | 16:03,79 PB |
| 3     | Alena Kudaschkina | RUS  | 16:08,12    |
| 4     | Rebecca Weston    | GBR  | 16:09,90    |
| 5     | Emine Hatun Tuna  | TUR  | 16:29,99 SB |
| 6     | Maya Rehberg      | GER  | 16:32,28    |
| 7     | Sarah Collins     | IRL  | 16:33,54    |
| 8     | Alex Clay         | GBR  | 16:41,04    |

#### 10.000 m Bahngehen
| Platz | Athlet                  | Land | Zeit (min)  |
| ----- | ----------------------- | ---- | ----------- |
| 1     | Anežka Drahotová        | CZE  | 44:15,87 NR |
| 2     | Oksana Goljatkina       | RUS  | 44:21,03 PB |
| 3     | Eliška Drahotová        | CZE  | 44:45,27 PB |
| 4     | Nadezhda Sergejewaz     | RUS  | 45:23,95    |
| 5     | Laura García-Caro       | ESP  | 47:17,74 SB |
| 6     | Anna Clemente           | ITA  | 47:53,13 PB |
| 7     | Gintarė Vaiciukevičiūtė | LTU  | 48:02,43 PB |
| 8     | Nastassia Rodzkina      | BLR  | 48:19,13 PB |

#### 100 m Hürden
| Platz | Athletin          | Land | Zeit (s)  |
| ----- | ----------------- | ---- | --------- |
| 1     | Noemi Zbären      | SUI  | 13,17     |
| 2     | Sarah Lavin       | IRL  | 13,34 NJR |
| 3     | Heloise Kane      | FRA  | 13,36 PB  |
| 4     | Awa Sene          | FRA  | 13,48 SB  |
| 5     | Reetta Hurske     | FIN  | 13,53     |
| 6     | Teresa Errandonea | ESP  | 13,79     |
| 7     | Monika Zapalska   | GER  | 13,85     |
|       | Franziska Hofmann | GER  | DSQ       |

#### 400 m Hürden
| Platz | Athletin                 | Land | Zeit (s)  |
| ----- | ------------------------ | ---- | --------- |
| 1     | Hayley McLean            | GBR  | 57,26 SB  |
| 2     | Joan Medjid              | FRA  | 57,34 PB  |
| 3     | Stina Troest             | DEN  | 57,41 NJR |
| 4     | Vilde Jakobsen Svortevik | NOR  | 57,60     |
| 5     | Shona Richards           | GBR  | 58,33 SB  |
| 6     | Christine Salterberg     | GER  | 58,40     |
| 7     | Karolina Pahlitzsch      | GER  | 59,16     |
| 8     | Eva Trošt                | SLO  | 59,33     |

#### 3000 m Hindernis
| Platz | Athletin             | Land | Zeit (min)  |
| ----- | -------------------- | ---- | ----------- |
| 1     | Oona Kettunen        | FIN  | 9:45,51 NJR |
| 2     | Maruša Mišmaš        | SLO  | 9:51,15 NJR |
| 3     | Maya Rehberg         | GER  | 10:00,04 SB |
| 4     | Maria Larsson        | SWE  | 10:12,83    |
| 5     | Amy-Eloise Neale     | GBR  | 10:19,32    |
| 6     | Heidi Mårtensson     | NOR  | 10:29,14    |
| 7     | Wiktorija Kaljuschna | UKR  | 10:29,41    |
| 8     | Nadeschda Fjodorowa  | RUS  | 10:31,53    |

#### 4 × 100 m Staffel
| Platz | Land                   | Athleten                                                                       | Zeit (min) |
| ----- | ---------------------- | ------------------------------------------------------------------------------ | ---------- |
| 1     | Vereinigtes Königreich | Yasmin Miller Dina Asher-Smith Steffi Wilson Desirèe Henry                     | 43,81 NJR  |
| 2     | Frankreich             | Solenn Compper Stella Akakpo Brigitte Ntiamoah Déborah Sananes                 | 44,00      |
| 3     | Niederlande            | Sacha van Agt Tessa van Schagen Naomi Sedney Eefje Boons                       | 44,22      |
| 4     | Belgien                | Sarah Missinne Justien Grillet Orphee Depuydt Elise Mehuys                     | 44,73 NJR  |
| 5     | Schweiz                | Irina Strebel Samantha Dagry Charlène Keller Melanie Keller                    | 45,33      |
| 6     | Italien                | Martina Piergallini Sabrina Galimberti Silvia Corbucci Johanelis Herrera Abreu | 45,34      |
| 7     | Finnland               | Reetta Hurske Jatta-Juulia Hanski Eveliina Määttänen Anna Hämäläinen           | 47,18      |
|       | Deutschland            | Johanna Bechthold Alexandra Burghardt Annika Drazek Anna-Lena Freese           | DNF        |

#### 4 × 400 m Staffel
| Platz | Land        | Athleten                                                                     | Zeit (min)  |
| ----- | ----------- | ---------------------------------------------------------------------------- | ----------- |
| 1     | Polen       | Małgorzata Curyło Martyna Dąbrowska Adrianna Janowicz Patrycja Wyciszkiewicz | 3:32,63 NJR |
| 2     | Russland    | Jana Glotowa Anna Parfjonowa Anastasija Aslanidi Jekaterina Renschina        | 3:33,36     |
| 3     | Deutschland | Laura Müller Maike Schachtschneider Corinne Kohlmann Christina Hering        | 3:33,40     |
| 4     | Ukraine     | Oksana Ralko Olena Sidorska Tetjana Schewtschenko Kateryna Klymjuk           | 3:36,31     |
| 5     | Italien     | Ilenia Vitale Irene Morelli Raphaela Lukudo Lucia Pasquale                   | 3:37,61 NJR |
| 6     | Rumänien    | Andreea Timofei Maria Loredana Carasila Roxana Ene Bianca Răzor              | 3:38,57     |
| 7     | Frankreich  | Déborah Sananes Joan Medjid Brigitte Ntiamoah Émeline Bauwe                  | 3:40,21     |
| 8     | Tschechien  | Helena Jiranová Karolína Hlavatá Pavla Janečková Zdeňka Seidlová             | 3:43,36     |

#### Hochsprung
| Platz | Athletin              | Land | Höhe (m) |
| ----- | --------------------- | ---- | -------- |
| 1     | Kateryna Tabaschnyk   | UKR  | 1,90 PB  |
| 2     | Alexandra Jarjschkina | RUS  | 1,88 PB  |
| 3     | Iryna Heraschtschenko | UKR  | 1,84     |
| 4     | Dior Delophont        | FRA  | 1,81     |
| 5     | Tatiana Gousin        | GRE  | 1,81 =SB |
| 5     | Leontia Kallenou      | CYP  | 1,81     |
| 7     | Ligia Damaris Grozav  | ROU  | 1,81     |
| 8     | Aneta Rydz            | POL  | 1,81 =SB |

#### Stabhochsprung
| Platz | Athletin              | Land | Höhe (m) |
| ----- | --------------------- | ---- | -------- |
| 1     | Aljona Lutkowskaja    | RUS  | 4,30 SB  |
| 2     | Femke Pluim           | NED  | 4,25     |
| 3     | Sonia Malavisi        | ITA  | 4,20     |
| 4     | Ninon Guillon-Romarin | FRA  | 4,15 SB  |
| 5     | Roberta Bruni         | ITA  | 4,15     |
| 6     | Reena Koll            | EST  | 4,05     |
| 7     | Lucy Bryan            | GBR  | 4,05     |
| 8     | Clara Amat            | ESP  | 3,95     |

#### Weitsprung
| Platz | Athletin           | Land | Weite (m) |
| ----- | ------------------ | ---- | --------- |
| 1     | Malaika Mihambo    | GER  | 6,70 SB   |
| 2     | Jazmin Sawyers     | GBR  | 6,63 SB   |
| 3     | Maryna Bech        | UKR  | 6,44      |
| 4     | Maryse Luzolo      | GER  | 6,27      |
| 5     | Teresa Carvalho    | POR  | 6,16      |
| 6     | Elise Malmberg     | SWE  | 6,15      |
| 7     | Jogailė Petrokaitė | LTU  | 6,13      |
| 8     | Ottavia Cestonaro  | ITA  | 6,07      |

#### Dreisprung
| Platz | Athletin            | Land | Weite (m) |
| ----- | ------------------- | ---- | --------- |
| 1     | Ottavia Cestonaro   | ITA  | 13,41     |
| 2     | Elena Panțuroiu     | ROU  | 13,36 SB  |
| 3     | Ana Peleteiro       | ESP  | 13,29 SB  |
| 4     | Florentina Marincu  | ROU  | 13,23     |
| 5     | Darija Nidbajkina   | RUS  | 13,17     |
| 6     | Yekaterina Sarıyeva | AZE  | 13,13     |
| 7     | Lynn Johnson        | SWE  | 13,06     |
| 8     | Wasylyna Bowanko    | UKR  | 12,90     |

#### Kugelstoßen
| Platz | Athletin                   | Land | Weite (m)    |
| ----- | -------------------------- | ---- | ------------ |
| 1     | Emel Dereli                | TUR  | 18,04 WJL NR |
| 2     | Sophie McKinna             | GBR  | 17,09        |
| 3     | Kätlin Piirimäe            | EST  | 16,80 NUR    |
| 4     | María Belén Toimil         | ESP  | 15,82        |
| 5     | Fanny Roos                 | SWE  | 15,82 NJR    |
| 6     | Madlin Dossow              | GER  | 14,79        |
| 7     | Monia Cantarella           | ITA  | 15,63 SB     |
| 8     | Camilla Leonardsen Rønning | NOR  | 14,61 PB     |

#### Diskuswurf
| Platz | Athletin                | Land | Weite (m) |
| ----- | ----------------------- | ---- | --------- |
| 1     | Natalija Schirobokowa   | RUS  | 54,21     |
| 2     | Karolina Makul          | POL  | 53,25     |
| 3     | Tetjana Jurjewa         | UKR  | 53,15     |
| 4     | Ieva Zarankaitė         | LTU  | 50,37     |
| 5     | María Belén Toimil      | ESP  | 50,15     |
| 6     | June Kintana            | ESP  | 49,17     |
| 7     | Shadine Duquemin        | GBR  | 48,95     |
| 8     | Maria Antonietta Basile | ITA  | 48,45     |

#### Hammerwurf
| Platz | Athletin            | Land | Weite (m) |
| ----- | ------------------- | ---- | --------- |
| 1     | Hanna Sintschuk     | BLR  | 65,44     |
| 2     | Réka Gyurátz        | HUN  | 65,01 NYR |
| 3     | Beatrix Banga       | HUN  | 63,89 PB  |
| 4     | Malwina Kopron      | POL  | 63,13     |
| 5     | Aljona Schamotina   | UKR  | 62,22     |
| 6     | Nastassja Kalamojez | BLR  | 60,59     |
| 7     | Iliana Korosidou    | GRE  | 60,49     |
| 8     | Helga Völgyi        | HUN  | 60,42     |

Susen Küster  belegte mit 56,70 m den 14. Platz

#### Speerwurf
| Platz | Athletin             | Land | Weite (m) |
| ----- | -------------------- | ---- | --------- |
| 1     | Sofi Flink           | SWE  | 57,91     |
| 2     | Christin Hussong     | GER  | 57,90     |
| 3     | Sara Kolak           | CRO  | 57,79 NR  |
| 4     | Maria Børstad Jensen | NOR  | 52,71     |
| 5     | Arantza Moreno       | ESP  | 52,70     |
| 6     | Marija Safonowa      | RUS  | 52,46     |
| 7     | Tetjana Fetiskina    | UKR  | 52,17     |
| 8     | Marcelina Witek      | POL  | 51,29     |

#### Siebenkampf
| Platz | Athletin                     | Land | Punkte      |
| ----- | ---------------------------- | ---- | ----------- |
| 1     | Nafissatou Thiam             | BEL  | 6298 WJL NR |
| 2     | Sofia Linde                  | SWE  | 6081 PB     |
| 3     | Marjolein Lindemans          | BEL  | 5831 PB     |
| 4     | Nadine Visser                | NED  | 5774 SB     |
| 5     | Lucia Mokrášová              | SVK  | 5649 SB     |
| 6     | Arna Stefanía Gudmundsdóttir | ISL  | 5383 PB     |
| 7     | Lieke Muller                 | NED  | 5366 PB     |
| 8     | Flavia Nasella               | ITA  | 5323 SB     |

## Abkürzungen
- WR = Weltrekord
- WU20R = U20-Weltrekord
- OR = olympischer Rekord
- YOR = olympischer Jugendrekord
- AR = Kontinentalrekord
- AU20R = U20-Kontinentalrekord
- NR = nationaler Rekord
- NU20R = nationaler U20-Rekord
- CR = Meisterschaftsrekord
- MR = Veranstaltungsrekord
- WB = Weltbestleistung
- WU20B = U20-Weltbestleistung
- WU18B = U18-Weltbestleistung
- AB = Kontinentalbestleistung
- AU20B = U20-Kontinentalbestleistung
- AU18B = U18-Kontinentalbestleistung
- NB = nationale Bestleistung
- NU20B = nationale U20-Bestleistung
- NU18B = nationale U18-Bestleistung
- PB = persönliche Bestleistung
- SB = persönliche Saisonbestleistung
- QB = Qualifikationsbestleistung
- WL = Weltjahresbestleistung
- WU20L = U20-Weltjahresbestleistung
- WU18L = U18-Weltjahresbestleistung
- DSQ = disqualifiziert (engl. Disqualified)
- DNS = Wettkampf nicht angetreten (engl. Did Not Start)
- DNF = Wettkampf nicht beendet (engl. Did Not Finish)

## Medaillenspiegel
| Medaillenspiegel (Endstand nach 44 Entscheidungen) | Medaillenspiegel (Endstand nach 44 Entscheidungen) | Medaillenspiegel (Endstand nach 44 Entscheidungen) | Medaillenspiegel (Endstand nach 44 Entscheidungen) | Medaillenspiegel (Endstand nach 44 Entscheidungen) | Medaillenspiegel (Endstand nach 44 Entscheidungen) |
| Platz                                              | Land                                               | Gold                                               | Silber                                             | Bronze                                             | Gesamt                                             |
| -------------------------------------------------- | -------------------------------------------------- | -------------------------------------------------- | -------------------------------------------------- | -------------------------------------------------- | -------------------------------------------------- |
| 01                                                 | Vereinigtes Königreich                             | 9                                                  | 6                                                  | 4                                                  | 19                                                 |
| 02                                                 | Russland                                           | 8                                                  | 7                                                  | 7                                                  | 22                                                 |
| 03                                                 | Deutschland                                        | 4                                                  | 2                                                  | 6                                                  | 12                                                 |
| 04                                                 | Polen                                              | 3                                                  | 4                                                  | 1                                                  | 8                                                  |
| 05                                                 | Türkei                                             | 3                                                  | 2                                                  | 1                                                  | 6                                                  |
| 06                                                 | Frankreich                                         | 2                                                  | 3                                                  | 4                                                  | 9                                                  |
| 07                                                 | Ukraine                                            | 2                                                  | 2                                                  | 3                                                  | 7                                                  |
| 08                                                 | Italien                                            | 1                                                  | 4                                                  | 3                                                  | 8                                                  |
| 9                                                  | Belgien                                            | 1                                                  | 2                                                  | 1                                                  | 4                                                  |
| 9                                                  | Ungarn                                             | 1                                                  | 2                                                  | 1                                                  | 4                                                  |
| 011                                                | Finnland                                           | 1                                                  | 2                                                  | 0                                                  | 3                                                  |
| 012                                                | Niederlande                                        | 1                                                  | 1                                                  | 2                                                  | 4                                                  |
| 13                                                 | Schweden                                           | 1                                                  | 1                                                  | 0                                                  | 2                                                  |
| 13                                                 | Belarus                                            | 1                                                  | 1                                                  | 0                                                  | 2                                                  |
| 015                                                | Tschechien                                         | 1                                                  | 0                                                  | 2                                                  | 3                                                  |
| 16                                                 | Norwegen                                           | 1                                                  | 0                                                  | 1                                                  | 2                                                  |
| 16                                                 | Schweiz                                            | 1                                                  | 0                                                  | 1                                                  | 2                                                  |
| 18                                                 | Armenien                                           | 1                                                  | 0                                                  | 0                                                  | 1                                                  |
| 18                                                 | Bosnien und Herzegowina                            | 1                                                  | 0                                                  | 0                                                  | 1                                                  |
| 18                                                 | Island                                             | 1                                                  | 0                                                  | 0                                                  | 1                                                  |
| 021                                                | Rumänien                                           | 0                                                  | 2                                                  | 0                                                  | 2                                                  |
| 022                                                | Kroatien                                           | 0                                                  | 1                                                  | 2                                                  | 3                                                  |
| 23                                                 | Bulgarien                                          | 0                                                  | 1                                                  | 0                                                  | 1                                                  |
| 23                                                 | Irland                                             | 0                                                  | 1                                                  | 0                                                  | 1                                                  |
| 23                                                 | Slowenien                                          | 0                                                  | 1                                                  | 0                                                  | 1                                                  |
| 026                                                | Spanien                                            | 0                                                  | 0                                                  | 2                                                  | 2                                                  |
| 27                                                 | Dänemark                                           | 0                                                  | 0                                                  | 1                                                  | 1                                                  |
| 27                                                 | Estland                                            | 0                                                  | 0                                                  | 1                                                  | 1                                                  |
| Gesamt                                             | Gesamt                                             | 44                                                 | 45                                                 | 43                                                 | 132                                                |